# Christian Schwermann
Christian Schwermann (* 1967 in Laer) ist ein deutscher Sinologe.

## Leben
Er studierte Sinologie, Geschichte und englische Sprach- und Literaturwissenschaft an der Universität Bonn und an der Sichuan-Universität. Nach der Promotion 2005 im Fach Sinologie an der Universität Bonn und der Habilitation 2014 im Fach Sinologie an der Universität Münster ist er seit 2016 Lehrstuhlinhaber für Sprache und Literatur Chinas an der Ruhr-Universität Bochum.
Seine Forschungsschwerpunkte sind Didaktik, Grammatik und Rhetorik des Klassischen Chinesisch, historische Semantik und Begriffsgeschichte, antike chinesische Wirtschaftstheorie und Institutionsgeschichte vom Altertum bis zum Mittelalter.

## Schriften (Auswahl)
- „Dummheit“ in altchinesischen Texten. Eine Begriffsgeschichte. Wiesbaden 2011, ISBN 978-3-447-05452-2.
- mit Raji C. Steineck (Hrsg.): That Wonderful Composite Called Author. Authorship in East Asian Literatures from the Beginnings to the Seventeenth Century. Leiden 2014, ISBN 978-90-04-27941-4.
- mit Karina Kellermann und Alheydis Plassmann (Hrsg.): Criticising the ruler in pre-modern societies – possibilities, chances, and methods. Göttingen 2019, ISBN 978-3-8471-1088-0.